# 51. Armee (Rote Armee)
Die 51. Armee (russisch 51-я армия) war eine Feldarmee der Roten Armee, die im Zweiten Weltkrieg sowohl im Süden als auch im Norden der Ostfront eingesetzt wurde. Die Armee nahm zwischen Dezember 1941 und Januar 1942 an der Schlacht auf der Halbinsel Kertsch teil und wurde beim Unternehmen Trappenjagd im Mai 1942 stark dezimiert. Die neu organisierte Armee kämpfte im Winter 1942/43 in der Schlacht von Stalingrad und half dabei, die deutschen Entsatzversuche abzuschlagen. 1944 bewährte sich die Armee bei der Rückeroberung der Krim. Von Ende 1944 bis zum Ende des Krieges war die Armee an der Blockade deutscher Truppen in Kurland beteiligt. Die Armee war nach dem Krieg bis 1997 in zwei Perioden aktiv. Nach der Auflösung der Sowjetunion bestand die Armee als Bestandteil der russischen Bodentruppen weiter.

## Geschichte

### 1941
Die 51. Armee wurde auf der Grundlage des 9. Selbständigen Schützenkorps (General P. Batow) am 20. August 1941 auf Direktive der Stawka vom 14. Oktober 1941 für die Verteidigung der Krim gebildet. Als Befehlshaber wurde Generaloberst F. I. Kusnezow bestimmt, Generalmajor Batow wurde zu seinem Stellvertreter ernannt.
- Die Armee umfasste das 9. Schützenkorps (106. und 156. Schützen-Division), die 27. und 27. Schützen-Division, die 40., 42. und 48. Kavallerie-Division, die 1., 2., 3. und 4. Volksmiliz-Division der Krim sowie mehrere separate Einheiten.

Das 9. Schützenkorps, das die Position bei Perekop verteidigte, konnte den Druck der deutschen 46. und 73. Infanterie-Division (LIV. Armeekorps) nicht standhalten und musste sich am 28. September auf die Krim zurückziehen. Zur Verstärkung der 51. Armee beschloss die Stawka am 30. September, das Verteidigungsgebiet von Odessa zu räumen und deren Truppen zur Verteidigung der Krim einzusetzen. Aufgabe der 51. Armee war es, die Arabat-Nehrung, die Chongar-Landenge sowie die Südküste der Siwasch- und Ischun-Stellung zu sichern. Ab 22. Oktober wurde die 51. Armee dem Befehlshaber der Krim unterstellt, sie stand bereits seit 18. Oktober im Abwehrkampf gegen deutsche Angriffe auf die Ischun-Landenge. Am 30. Oktober erhielt sie die Aufgabe, den wichtigen Marinestützpunkt der Schwarzmeerflotte – Sewastopol – und die Straße von Kertsch zu verteidigen. Die sowjetischen Truppen auf der Krim zählten zusammen mit den vier eingetroffenen Schützen- und 1 Kavalleriedivision der Küstenarmee 12 Schützen- und 4 Kavallerie-Divisionen. Bis zum 18. Oktober konzentrierte sich das deutsche LIV. Armeekorps auf die Perekop-Landenge. Zwei Divisionen des XXX. Armeekorps befanden sich auf halber Strecke zwischen Genichesk und Perekop im Anmarsch. Der Hauptschlag der deutschen 11. Armee wurde über die Perekop-Landenge geführt, das unterstellte rumänische Gebirgskorps sollte über die Landenge bei Chongar vorgehen. Am 20. Oktober gelang den deutschen Truppen der Durchbruch bei Ischun, anstatt einen Gegenangriff in die Flanke zu führen, versuchte der Befehlshaber der 51. Armee den Durchbruch breiträumig zu stoppen. Zur Verteidigung des Isthmus wurden 4 Schützendivisionen und 1 Schützendivision auf der Halbinsel Chongarsk eingesetzt. Zwei Divisionen der Küstengruppe marschierten von Sewastopol zum Isthmus, konnten dort aber nicht früher als am 23. Oktober eingreifen. Die Schützendivisionen 276., 106., 271. und 156. der 51. Armee, welche 5 deutsche Divisionen verfolgten, zogen sich am 26. Oktober langsam in Richtung Dschankoj zurück. Am 29. Oktober versuchte die 51. Armee vergeblich an der schlecht vorbereiteten Verteidigungslinie entlang zwischen Nowo-Zaritsyno-Saki Fuß zu fassen. Die Truppen der Küstenarmee mussten sich durch die Berge über Aluschta und Jalta nach Sewastopol zurückweichen.
Am 4. November wurde auf Befehl des Befehlshabers der Krim der Verteidigungssektor Kertsch auf Grundlage des Kommandos der 51. Armee geschaffen. Am 3. November besetzten deutsche Truppen Feodosia, bereits am nächsten Tag gelang es der 170. Infanterie-Division an der Kertsch-Landenge einzudringen, durch die sich auf gesamter Breite Panzergräben zogen. Als am 16. November auch Kertsch fiel, wurde die Masse der 51. Armee auf die Halbinsel Taman evakuiert.

### 1942
Ende Januar 1942 stand die 51. Armee an der Linie Nowaja Pokrowka – Koktebel in Defensive und wurde der Krimfront unterstellt.
- Am 1. Februar umfasste die Armee die 138. und 302. Gebirgs-Division, die 224., 390. und 396. Schützendivision, die 12. Schützenbrigade, die 83. Marine-Schützenbrigade, das 105. Separate Gebirgs-Schützenregiment, die 55. Panzerbrigade sowie das 229. Panzerbataillon.

Am 8. Mai 1942 wurde das deutsche Unternehmen Trappenjagd gegen die Front gestartet. Der Armeekommandeur, Generalleutnant W. N. Lwow, wurde am 11. Mai beim Stellungswechsel durch Granatsplitter getötet. Die deutsche Offensive endete am 18. Mai 1942 mit der vollständigen Zerschlagung der sowjetischen Verteidigung, welche die Inkompetenz des Befehlshabers D. T. Koslow und sein Konflikt mit dem Frontkommissar Lew Mechlis zugrunde lag. Drei sowjetische Armeen (44., 47. und 51.) mit 21 Divisionen, 176.000 Mann waren verloren. In der ersten Maihälfte wurden die sowjetischen Resttruppen von der Krim auf das Kuban-Gebiet evakuiert. Ab 20. Mai wurde die 51. Armee der Nordkaukasusfront unterstellt und bis Mitte Juni deckte sie die Küste des Asowschen Meeres zwischen Bataisk und Temrjuk.
Im Juni 1942 wurde die 51. Armee unter Generalmajor Nikolai Trufanow zum Don-Abschnitt verlegt, wo sie ab 10. Juli eine Verteidigungslinie zwischen Werchne Kurmojarskaja und Konstantinowskaja organisierte. Am 25. Juli war sie der Südfront, vom 31. Juli bis 6. August der Stalingrader Front und dann vom 6. August bis 27. September der Südostfront unterstellt. Zurück bei der neuen Formation der Stalingrader Front nahm die 51. Armee an der Schlacht von Stalingrad teil. Die 208. Schützendivision, die in den Kämpfen um Kotelnikowo geschlagen worden war, konnte keinen ernsthaften Widerstand mehr leisten. Die 138. und 157. Schützendivision der 51. Armee waren ebenfalls zu schwach, deren Überreste mussten sich zum Aksai zurück kämpfen. Die Reste der 208. Schützendivision zogen sich mit Erlaubnis des Gruppenkommandanten in der Nacht des 4. August auf die Bahnstation Chilekowo zurück.
Nach schweren Verteidigungsschlachten im August mussten sich die Truppen auf die Linie entlang des Kleinen Derbets – Tsatsa-See – Barmantsak-See und Sarna zurückziehen. Während der Operation Uranus (ab 19. November 1942) begann das 4. mechanisierte Korps (Generalmajor W. T. Wolski) seinen Angriff aus dem Sektor der 51. Armee. Anfang Dezember wurde die 51. Armee eingesetzt, um bei Kotelnikowo die Entsatzversuche des deutschen LVII. Panzerkorps abzuschlagen. Zwischen 24. und 25. Dezember 1942 organisierte Generalmajor N. I. Trufanow eine lokale Offensivoperation mit drei Schützendivisionen beim Vordringen am Nordufer des Aksai-Flusses. Nach der Abwehr feindlicher Angriffe in der zweiten Dezemberhälfte rückte die 51. Armee zusammen mit der 2. Garde- und der 28. Armee auf Salsk vor.

### 1943
Am 30. Januar 1943 traf das deutsche Kampfgeschwader 51 das Hauptquartier in der Nähe von Salsk, eine Welle von Ju 88 und He 111 zerstörten das Kommunikationszentrum, das Büro des Stabschefs und das operative Hauptquartier der 51. Armee. Ab Januar 1943 nahm die Armee als Teil der Südfront an der Rückeroberung von Rostow (1. Januar bis 18. Februar) teil. Im März 1943 wurde es in die vordere Reserve zurückgezogen und ging nach einer Umgruppierung auf dem Fluss Sewerski Donez zur Verteidigung der Linie Krasnaja Poljana – Nischni Nagoltschik über. Im Juli 1943 führte die Armee Offensivkämpfe in Richtung Debalzewe und Saporischschja und nahm dann an der Donbass-Offensive (13. August – 22. September 1943) und der Melitopoler Operation (September–November 1943) teil. Am 20. Oktober 1943 wurde die Armee der 4. Ukrainischen Front zugeteilt. Anfang November erfolgte der Vormarsch an der Küste des Asowschen Meeres und Taurien, die Truppen überquerten die Truppen die Landenge von Sywasch und bildete einen Brückenkopf an der Südküste diese Abschnittes.

### 1944
Vom 8. April bis 12. Mai 1944 nahm die 51. Armee im Rahmen der 4. Ukrainischen Front an der Schlacht um die Krim teil. Während dieser Operationen drängte die 51. Armee das deutsche XXXXIX. Gebirgskorps über die Meerenge von Perekop zurück. Nach dem Durchbruch des taktisch unterstellten 19. Panzerkorps (General Wassiljew) verfolgte man die sich zurückziehenden gegnerischen Streitkräfte und befreiten am 13. April Simferopol, in dieser Zeit gehörten zur 51. Armee:
- 1. Garde-Schützenkorps (33. Garde-, 91. und 346. Schützendivision)
- 10. Schützenkorps (216., 257. und 279. Schützendivision)
- 63. Schützenkorps (263., 267. und 417. Schützendivision)
- 77. Schützendivision und andere Unterstützungseinheiten

Mitte April erreichte die 51. Armee den Stadtrand von Sewastopol, in Zusammenarbeit mit den Truppen der 2. Gardearmee nahmen die Truppen ab 9. Mai 1944 am Angriff auf Sewastopol teil. Am 20. Mai 1944 wurde die 51. Armee in die Stawka-Reserve zurückgezogen und anschließend in die Region Polozk-Witebsk verlegt.
Unterstellte Einheiten ab Juni 1944
1. Garde-Schützenkorps – ab Juni 1944
- 257. Schützendivision – ab 25. August 1944
- 87. Schützendivision – Juni bis August 1944
- 279. Schützendivision – von Juni bis September 1944
- 347. Schützendivision – von Juni bis September 1944

10. Schützenkorps – ab Juni 1944
- 77. Schützendivision – von Juli 1944 bis August, von Januar bis Februar 1945
- 91. Schützendivision – von Juni 1944 bis Februar, ab März 1945
- 216. Schützendivision – Juni bis August 1944
- 257. Schützendivision – von Juni bis 25. August 1944
- 279. Schützendivision – ab September 1944
- 347. Schützendivision – ab September 1944

63. Schützenkorps – ab Juni 1944
- 77. Schützendivision – von Juni 1944 bis Juli, von Februar bis Mai 1945
- 87. Schützendivision – von August 1944 bis Oktober und von Dezember 1944 bis Mai 1945
- 267. Schützendivision – von Juni bis September 1944
- 16. Schützendivision – von August bis September 1944

Am 1. Juli 1944 wurde die Armee der 1. Baltischen Front (General Bagramjan) unterstellt und nahm vom 23. Juni bis 29. August an der Operation Bagration und vom 14. September bis 24. November an der Baltischen Operation teil. Die 51. Armee erreichte am 31. Juli die Rigaer Bucht und schnitt dabei die deutsche Heeresgruppe Nord nordöstlich von Riga ab. Die Armeetruppen führten erfolgreich den Angriff in Richtung Panevėžys auf Mitau durch und drängten bis Oktober über Schaulen nach Memel durch. Ein nach Osten geführter Angriff der deutschen 4. und der 5. Panzer-Division während des Unternehmen Doppelkopf (16. bis 27. August) warf die sowjetischen Truppen zurück und erreichte Autz, lief dann aber vor Doblen und Schagarren fest. Nach einer Umgruppierung griff die Armee im Oktober westwärts an und erreichte in der Memeler Operation die Ostseeküste. Danach nahm die 51. Armee Stellung an der äußersten westlichen Flanke der 1. Baltischen Front, die sich quer durch Kurland gegen die Heeresgruppe Nord (deutsche 16. und 18. Armee) gruppierte. Einen Fortschritt erkämpfte die 51. Armee während der Ersten Kurlandschlacht (15. bis 22. Oktober 1944), bei sich die Armeetruppen etwa 10 Kilometer gegenüben dem deutschen III. SS-Panzerkorps vordrängte. Danach kam es auch in diesem Abschnitt bis zum Kriegsende zum Stellungskrieg.
60. Schützenkorps – von September bis Oktober 1944
- 204. Schützendivision
- 216. Schützendivision
- 334. Schützendivision
- 417. Schützendivision

1. Garde-Schützenkorps
- 204. Schützendivision – von August bis Oktober 1944
- 334. Schützendivision – von September bis Oktober 1944
- 267. Schützendivision – ab September 1944
- 87. Schützendivision – von Oktober bis Dezember 1944
- 346. Schützendivision – ab Oktober 1944
- 156. Schützendivision – von Oktober bis November 1944

### 1945
Zu Beginn des Jahres 1945 verteidigte die 51. Armee ihre Stellungen im Raum Skuodas, vom 23. Januar bis 1. Februar erweiterte sie die Brückenköpfe am rechten Ufer des Barta-Flusses. Vom 2. Februar bis April 1945 führte die Armee als Teil der 2. Baltischen Front und ab April als Teil der Leningrader Front weiterhin die Blockade der deutschen 16. und 18. Armee durch. Am 9. Mai führte die Armee die Kapitulation der deutschen Heeresgruppe Kurland durch.
1. Schützenkorps – von Februar bis April 1945
- 145. Schützendivision – von Februar bis März 1945
- 306. Schützendivision – von Februar bis April 1945
- 344. Schützendivision – von März bis April 1945
- 357. Schützendivision – von Februar bis April 1945

1. Garde-Schützenkorps -
- 53. Garde-Schützendivision – ab März 1945
- 91. Schützendivision – von Februar bis März 1945

97. Schützenkorps – ab 8. Mai 1945
- 109. Schützendivision vom 8. Mai 1945
- 177. Schützendivision
- 178. Schützendivision
- 224. Schützendivision

### Im Kalten Krieg
Im Juni 1945 verließ die 51. Armee mit allen Formationen das Baltikum und verlegte in den Ural. Im Juli 1945 wurde das Armeekommando zum Hauptquartier des Uraler Militärbezirks umgewandelt. Das bisherige 63. Schützenkorps (77., 279. und 417. Schützendivision) wurde Teil des Uraler Distrikts. Das 10. Schützenkorps (87., 91. und 347. Schützendivision) wurde Teil des Kasaner Militärdistrikts und das 1. Garde-Schützenkorps (53. Garde-, 204. und 267. Schützendivision) wurde Teil des Moskauer Militärdistrikts. Die Armee wurde 1977 nochmalig aktiviert, um Sachalin und die Kurilen zu sichern und danach blieb sie bis 1997 aktiv. Auch nach der Auflösung der Sowjetunion bestand eine neue 51. Armee als Bestandteil der russischen Bodentruppen weiter.

## Führung
Befehlshaber
- Generaloberst Fjodor Issidorowitsch Kusnezow, August bis November 1941
- Generalleutnant Pawel Iwanowitsch Batow, November bis Dezember 1941
- Generalleutnant Wladimir Nikolajewitsch Lwow, Dezember 1941 bis Mai 1942
- Generalmajor Grigori Petrowitsch Kotow, Mai 1942
- Generalmajor Nikolai Jakowljewitsch Kiritschenko, Mai bis Juni 1942
- Oberst Alexei Michailowitsch Kusnezow, Juni bis Juli und September 1942
- Generalmajor Nikolai Iwanowitsch Trufanow Juli 1942 und Oktober 1942 bis Februar 1943
- Generalmajor Trofim Kalinowitsch Kolomijez, Juli bis September 1942
- Generalleutnant Georgi Fjodorowitsch Sacharow, Februar bis Juli 1943
- Generalleutnant Jakow Grigorjewitsch Kreiser, August 1943 bis Mai 1945

Generalstabschefs
- Generalmajor M. M. Iwanow (August – November 1941)
- Generalmajor G. D. Schishenin (November 1941)
- Generalmajor I. S. Sawinow (November 1941 – Januar 1942)
- Oberst G. P. Kotow (Januar – Juni 1942)
- Oberst A. M. Kuznezow (Juni 1942 – April 1943)
- Generalmajor/Generalleutnant J. S. Daschewski (April 1943 – Mai 1945)

Mitglieder des Militärrats
- Korpsbeauftragter A. S. Nikolajew, August 1941 bis Mai 1942
- Generalmajor A. Chalezow, Juni 1942 bis November 1943
- Generalleutnant Wladimir Iwanowitsch Uranow, November 1943 bis 9. Mai